# Aguíñiga
Aguíñiga (en euskera y oficialmente Agiñaga) es un concejo del municipio de Ayala, en la provincia de Álava. 

## Toponimia
En euskera el nombre de la población es Aginaga, cuyo significado es ‘lugar de tejos’. Al respecto, se debe recordar la gramática del euskara que dice que el conjunto de letras "in" se pronuncia como la "ñ" castellana, por lo cual, la pronunciación del nombre del pueblo es "Aguíñaga".

## Geografía
Se asienta en las laderas de la Sierra de Salvada, al norte, entre los picos Iturrigorri y Ungino. Limita con Maroño por el norte, Madaria por el oeste y norte, con el enclave vizcaíno de Orduña por el este, y con la citada Sierra de Salvada por el sur.

### Ubicación
| Noroeste: Madaria        | Norte: Maroño          | Nordeste: Izoria  |
| Oeste: Sierra Salvada    |                        | Este: Belandia    |
| Suroeste: Sierra Salvada | Sur: Lendoño de Arriba | Sureste: Belandia |

### Núcleos de población
Sus caseríos se agrupan en pequeños barrios: Larrabe, el más occidental y separado del resto por el arroyo Ías; Mendieta, al sur de la iglesia; El Lugar, que une el anterior barrio con Sologuren, el más oriental.

## Historia
La primera noticia que se tiene de Aguíñiga o Aginaga corresponde con la donación que Diego López de Lejarzo realiza al monasterio de San Millán en el año 1114. Este, donaba el monasterio de San Clemente y Santa Cecilia de Obaldia (actual Madaria), «con árboles, montes, prados y pastos comunes» con Aguiñiga y Salmantón. Como testigos, aparecen nombres como Munio Álvarez de Aginaga, Diego Álvarez de Aginaga y su hermano Fortún Álvarez, y el Señor Bela Álvarez de Menerdo.
De este modo, se confirma la existencia de Agiñaga como pueblo, cuyos vecinos más importantes, serían los arriba firmantes. Los tres primeros podrían ser hermanos, pero el antropónimo del cuarto firmante podría ser una coincidencia. Su toponímico, Menerdo, indica la existencia de un solar con este nombre, que parece tener origen godo, y que aún hoy pervive en la toponimia, al oeste del pueblo, entre este y Madaria. Quizá como consecuencia de esta donación, la iglesia entregó sus diezmos a San Millán hasta 1827 (desde 1556 se tiene constancia de ello). A cambio, el monasterio participó en la erección de la espadaña del templo en 1825, obra que fue realizada por tres vecinos de Maroño.
Aguiñiga o Aginaga, era uno de los pueblos integrados en la Cuadrilla de la Sopeña, una de las cinco cuadrillas que integran la Tierra de Ayala y que se reunían en el Campo y Mesa de Zaraobe. A partir de la ley de Municipios con la regencia de Baldomero Espartero, se crean en 1841 los nuevos ayuntamientos y Aginaga pasará a formar parte del nuevo ayuntamiento de Ayala, que lo integran 24 pueblos de los 36 que abarca y comprende la histórica Tierra de Ayala.

## Demografía
| Gráfica de evolución demográfica de Aguíñiga entre 2000 y 2017 |
|                                                                |
| Población de derecho según los censos de población del INE.    |

## Cultura

### Patrimonio material

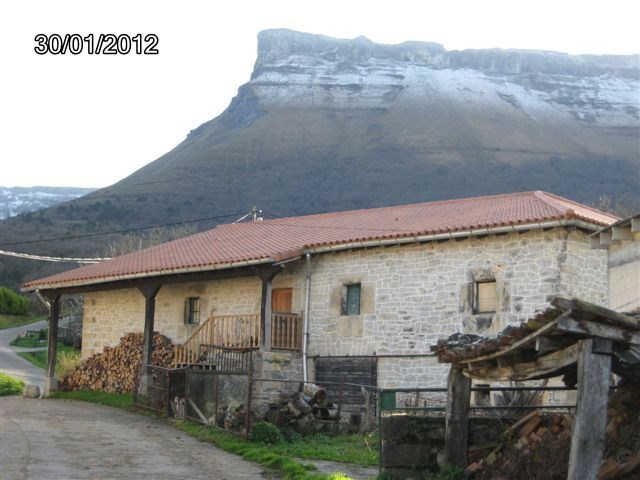
Caserío Solaguren

La iglesia de la Purísima Concepción es obra del siglo XVIII, con planta rectangular, cubierta con una bóveda de medio cañón en el presbiterio, de arista en el primer tramo de la nave y de lunetos en el último. Al siglo XVIII pertenece también el pórtico, adosado a la fachada sur. De la iglesia anterior se conserva la capilla llamada de Guesala o de Santiago, fundada por Don Diego de Durana en el año 1568. Destacan de esta obra las decoraciones pintadas del siglo XVI que cubren las paredes y la bóveda. De alto valor artístico.
Caserío Sologuren. Casa tradicional aislada con usos agrícolas/ganaderos a los pies de la sierra de Sálbada.
Molino El Cubo o Escarbe. Se halla hoy en ruinas.